# Método de Muller
En matemáticas, el método de Muller es un procedimiento de resolución numérica de ecuaciones no lineales que se basa en el método de la secante, pero que utiliza una aproximación cuadrática en lugar de una aproximación lineal. Esto ofrece una convergencia más rápida que el método de la secante. Una particularidad de este método es que puede determinar raíces complejas.

## Historia
Fue presentado en 1956 por el matemático estadounidense David E. Muller (1924-2008), en el entorno del creciente número de algoritmos numéricos que surgieron con la progresiva generalización del uso de los ordenadores. 

## Procedimiento
El método de la secante define una relación de recurrencia basada en la interpolación lineal entre dos puntos. El método de Muller, por su naturaleza cuadrática, requiere tres puntos. Así, se parte de la relación siguiente:
{\displaystyle q={\frac {x_{n}-x_{n-1}}{x_{n-1}-x_{n-2}}}}
Luego, se definen tres términos:
{\displaystyle A=qf(x_{n})-q(1+q)f(x_{n-1})+q^{2}f(x_{n-2})~}
{\displaystyle B=(2q+1)f(x_{n})-(1+q)^{2}f(x_{n-1})+q^{2}f(x_{n-2})~}
{\displaystyle C=(1+q)f(x_{n})~}
La relación de recurrencia para este método viene dada finalmente por:
{\displaystyle x_{n+1}=x_{n}-(x_{n}-x_{n-1}){\frac {2C}{\max {(B\pm {\sqrt {B^{2}-4AC}})}}}~}
La primera iteración requiere de tres puntos x0, x1 y  x2, mejor cuanto más próximos a la solución buscada.

## Tasa de convergencia
La velocidad de convergencia del método de Muller es aproximadamente 1,84 frente a 1,62 para el método de la secante y 2 para el método de Newton.
Más precisamente, si ξ es una raíz simple de f (es decir, f (ξ) = 0 y f' (ξ) ≠ 0), esa f es tres veces continuamente diferenciable; y  los puntos de partida x0, x1 y x2 se toman lo suficientemente cerca de ξ, entonces se comprueba que
{\displaystyle \lim _{k\to \infty }{\frac {|x-x_{k}|}{|x-x_{k-1}|^{p}}}=\left|{\frac {f'''(\xi )}{6f'(\xi )}}\right|^{(p-1)/2},}
donde p ≈ 1.84 es la raíz positiva de {\displaystyle x^{3}-x^{2}-x-1=0}.